# Teatro galorromano de Areines
El teatro galorromano de Areines es un antiguo edificio de espectáculos que combina algunas de las características de un anfiteatro y un teatro, situado en la comuna francesa de Areines, en el departamento de Loir y Cher.
A poca distancia del Loira, en un emplazamiento que contiene otros monumentos antiguos, termas, fanum y quizás una necrópolis para la cremación, el teatro, con capacidad para más de 2000 personas, se considera uno de los elementos de un complejo destinado a reunir a la población de los alrededores, aunque los motivos de estas reuniones están por precisar. Los restos de este teatro, enterrados a poca profundidad, fueron catalogados como monumento histórico en 1988.

## Localización y entorno arqueológico

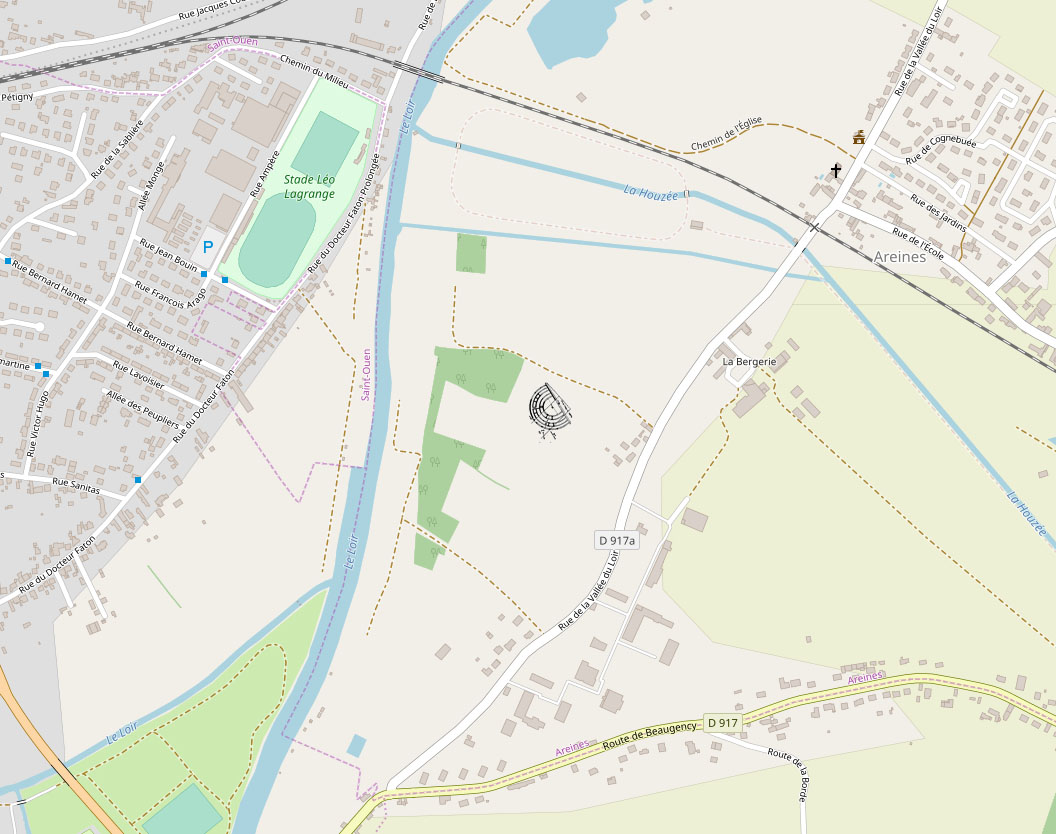
Localización del teatro.

El teatro forma parte de un complejo que incluye también unas termas, un templo y una necrópolis funeraria, este último punto aún por confirmar. Este complejo está situado en el valle del Loira, en un terreno llano pero no inundable —en la Antigüedad, el nivel del Loir era más bajo que en la época moderna—, en la orilla izquierda, a 2 km al este de Vendôme; el nombre de la ciudad, Areines, mencionado en el siglo X bajo la forma «ad Arena»s  es un claro indicio de la presencia de este teatro.
La reunión de varios edificios monumentales, teatro, termas, templo, en un radio de unos 200 m sugiere la existencia de un santuario rural o de un lugar de encuentro para la población de los alrededores con motivo de determinados acontecimientos (conciliabulum). En las cercanías debieron existir asentamientos, construidos principalmente con madera y adobe.
La posición de Areines en territorio carnute, a 80 km de la ciudad principal de Autricum (Chartres) pero a igual distancia del territorio de cenómanos y túronos, no es probablemente fortuita, aunque se desconocen las razones de esta elección.

## Descripción
No quedan restos elevados de este teatro. Los restos, que solo estaban cubiertos por una capa de tierra vegetal de unas decenas de centímetros de grosor, se volvieron a enterrar tras su estudio. Solo una ligera ondulación del terreno, la presencia de restos en la superficie y la fotografía aérea han permitido localizarlo. Aunque el terreno es generalmente plano, el teatro se apoya en un pequeño montículo de 6 m de altura.

### Primer estudio en 1863

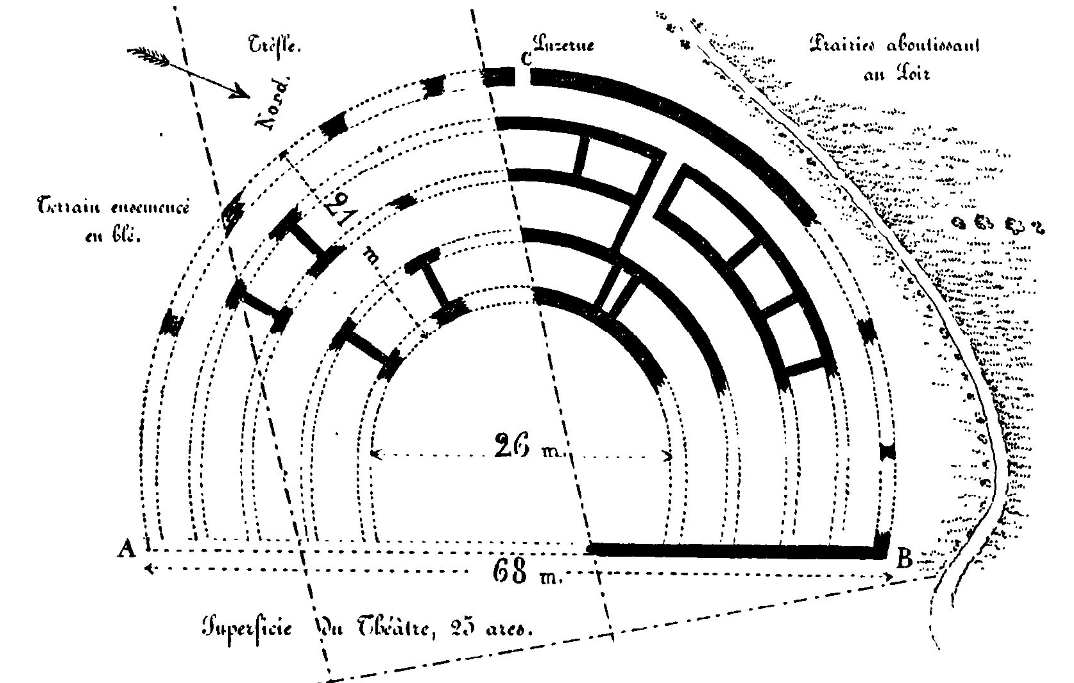
Plano del teatro (1863).

A principios de la década de 1860, los agricultores que cultivaban los campos del emplazamiento de Poulitte —también se encuentra el topónimo La Poulette— informaron de que a menudo encontraban piedras y tramos de muro al arar. Esta fue la ocasión para que la Société archéologique du Vendômois realizaran sus primeras excavaciones arqueológicas. Los estudios, principalmente en forma de pozos de prueba, identificaron inmediatamente este monumento como un teatro, lo que corresponde a una larga tradición oral local. Aunque la existencia de un teatro («Areines» por arena) se menciona al menos desde el siglo X, no se conoce su ubicación.
El monumento tiene la forma de un teatro antiguo más bien clásico, con una cávea en forma de arco ligeramente sobrepasado y una fachada rectilínea que delimita una arena incompleta; las excavaciones no continuaron más allá del muro de la fachada y la escena no fue descubierta. Los cimientos de 0,40 m soportan muros compuestos por un núcleo de piedras selladas con mortero entre dos paramentos de cantería de pequeño aparejo regular. Un vomitorio, de 1,80 m de ancho, se abre en la parte posterior de la cávea, en su eje; sus jambas son de piedras más grandes que el resto de la mampostería. El edificio tiene aproximadamente 68 m de diámetro y la anchura de la arena se estima en 26 m. El anfiteatro de Neris-les-Bains, que tiene unas dimensiones generales similares, puede acoger a unos 2000 espectadores; debido al mayor espacio dedicado a la cávea, el monumento de Areines debía tener una capacidad mayor.
La mampostería sugiere que el teatro data de la época del Alto Imperio romano. Unas décadas antes de la excavación del teatro se encontraron varias monedas romanas en los alrededores; una de ellas puede fecharse con precisión en el año 167, durante el reinado de Marco Aurelio, lo que se sitúa, a grandes rasgos, en el rango de datación del monumento.

### Conplementos en la década de 1980

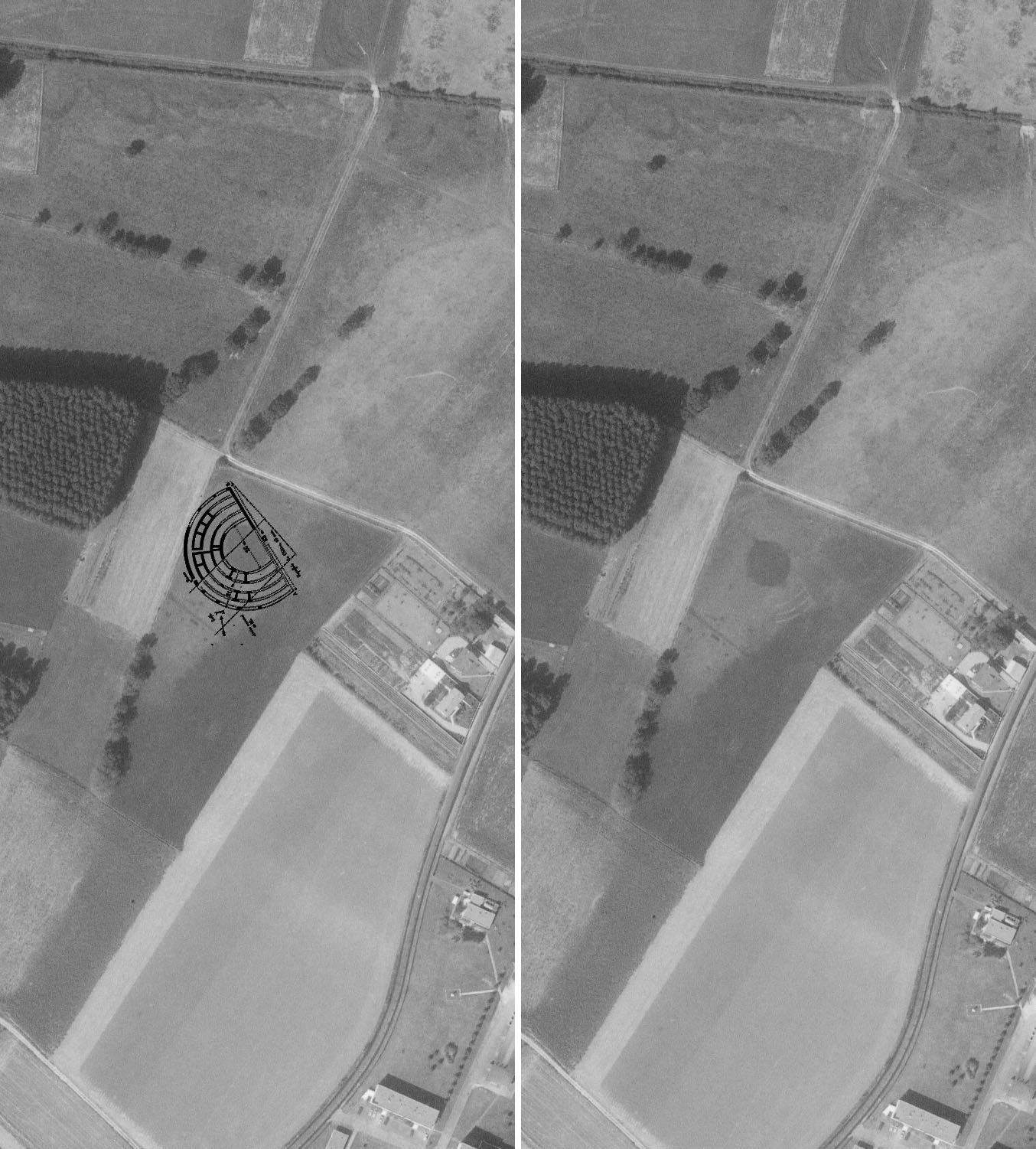
Vista aérea de los restos del teatro.

Las fotografías aéreas tomadas en 1976, con los contornos del teatro claramente visibles en la densa vegetación después de un período de grave sequía, permiten afinar y completar este plan inicial. La arena casi circular interrumpe la pared del escenario y dos vomitorios hasta ahora insospechados, situados en el fondo de la cávea, son paralelos a esta pared; su anchura estimada es de 2,70 m. En esta configuración, el teatro de Areines es similar al de Sanxay. La cávea está sostenida, como demostraron las primeras excavaciones, por cinco muros concéntricos de aproximadamente 1,5 m de grosor y varios muros radiales, algunos de los cuales delimitan compartimentos rellenos de tierra.
El teatro fue declarado monumento histórico en 1988.
Un tipo de monumento característico de la Galia
El edificio de espectáculos de Areines combina las características de un anfiteatro romano (una arena circular o elíptica completa) con las de un teatro (una cávea incompleta que ocupa sólo la mitad del monumento). Este tipo de monumento, cuya denominación (anfiteatro o teatro) aún se discute, solo se encuentra en la Galia, y principalmente, como en Areines, en conjuntos monumentales rurales;1 es posible que esta disposición permitiera su utilización para espectáculos más diversificados.